# Grèvol siberià
El grèvol siberià (Falcipennis falcipennis) és una espècie d'ocell de la família dels fasiànids (Phasianidae) i única espècie del gènere Falcipennis Elliot, 1864.

## Hàbitat i distribució
Habita boscos de coníferes de Sibèria Oriental, des del llac Baikal fins al mar d'Okhotsk, Sakhalín i nord de Manxúria.

## Taxonomia
Dins el gènere Falcipennis era adscrit també el grèvol del Canadà. Diversos estudis però, van demostrar que aquest gènere no era monofilètic i l'espècie neàrtica va ser classificada a un gènere diferent: Canachites.